# Arúmbaro, Charo
Arúmbaro är en ort i Mexiko.   Den ligger i kommunen Charo och delstaten Michoacán de Ocampo, i den södra delen av landet, 200 km väster om huvudstaden Mexico City. Arúmbaro ligger 1 470 meter över havet och antalet invånare är 187.
Terrängen runt Arúmbaro är kuperad söderut, men norrut är den bergig. Runt Arúmbaro är det glesbefolkat, med 8 invånare per kvadratkilometer. Närmaste större samhälle är Charo, 17,0 km norr om Arúmbaro. I omgivningarna runt Arúmbaro växer huvudsakligen savannskog.